# Cămărașu
Cămărașu é uma comuna romena localizada no distrito de Cluj, na região histórica da Transilvânia. A comuna possui uma área de 49.04 km² e sua população era de 2816 habitantes segundo o censo de 2007.